# Uvinza
Uvinza è una circoscrizione mista (mixed ward) della Tanzania situata nel distretto di Uvinza, regione di Kigoma. Conta una popolazione di 35 231 abitanti (censimento 2012).